# 村尾アサ子
村尾 アサ子（むらお アサこ、旧姓：中村、1921年（大正10年）12月31日 - 2003年（平成15年））は、日本のオルガニスト。ピアニスト。元徳島文理大学音楽学部教授。
東京音楽学校器楽科卒業。香川県高松市出身。

## 生涯
香川県高松市出身。1943年（昭和18年）に東京音楽学校器楽科（現：東京芸術大学音楽学部）を卒業し、オルガンを真篠俊雄、井原秀子に師事する。
大学を卒業後は徳島女子大学音楽学部で講師となり、その後、徳島文理大学音楽学部で教授を務めた。
またこれまでに香川音楽協会、全四国大学音楽学会に所属し、香川県教育委員会音楽指導主事などを歴任した。
2003年（平成15年）、死去。